# Anabolia lombarda
Anabolia lombarda är en nattsländeart som beskrevs av Friedrich Ris 1897. Anabolia lombarda ingår i släktet Anabolia och familjen husmasknattsländor. Inga underarter finns listade i Catalogue of Life.